# Phalops glauningi
Phalops glauningi är en skalbaggsart som beskrevs av H. Kuntzen 1913. Phalops glauningi ingår i släktet Phalops och familjen bladhorningar. Inga underarter finns listade i Catalogue of Life.